# Пјарио
Пјарио (итал. Piario) је насеље у Италији у округу Бергамо, региону Ломбардија.
Према процени из 2011. у насељу је живело 1109 становника. Насеље се налази на надморској висини од 543 м.

## Становништво
Према резултатима пописа становништва 2011. у општини је живело 1.109 становника.
| 1931. | 1936. | 1951. | 1961. | 1971. | 1981. | 1991. | 2001. | 2011. |
| ----- | ----- | ----- | ----- | ----- | ----- | ----- | ----- | ----- |
| 530   | 550   | 635   | 672   | 746   | 788   | 812   | 918   | 1.109 |